# 仍然活著
《仍然活著》（英語："Still Alive"）是於2007年在電子遊戲《傳送門》出現的片尾歌曲，由莊拿芬·庫爾頓（Jonathan Coulton）包辦作曲、填詞及編曲，並由愛倫·麥克萊恩（Ellen McLain）演繹。由於歌詞與遊戲劇情極為相合，並帶有不俗的黑色幽默，導致曲目與遊戲本身一同獲得高度評價。本作亦於2011年伴隨莊拿芬·庫爾頓個人專輯《Artificial Heart》發行而重混，由莎拉·奎恩主唱。

## 概要

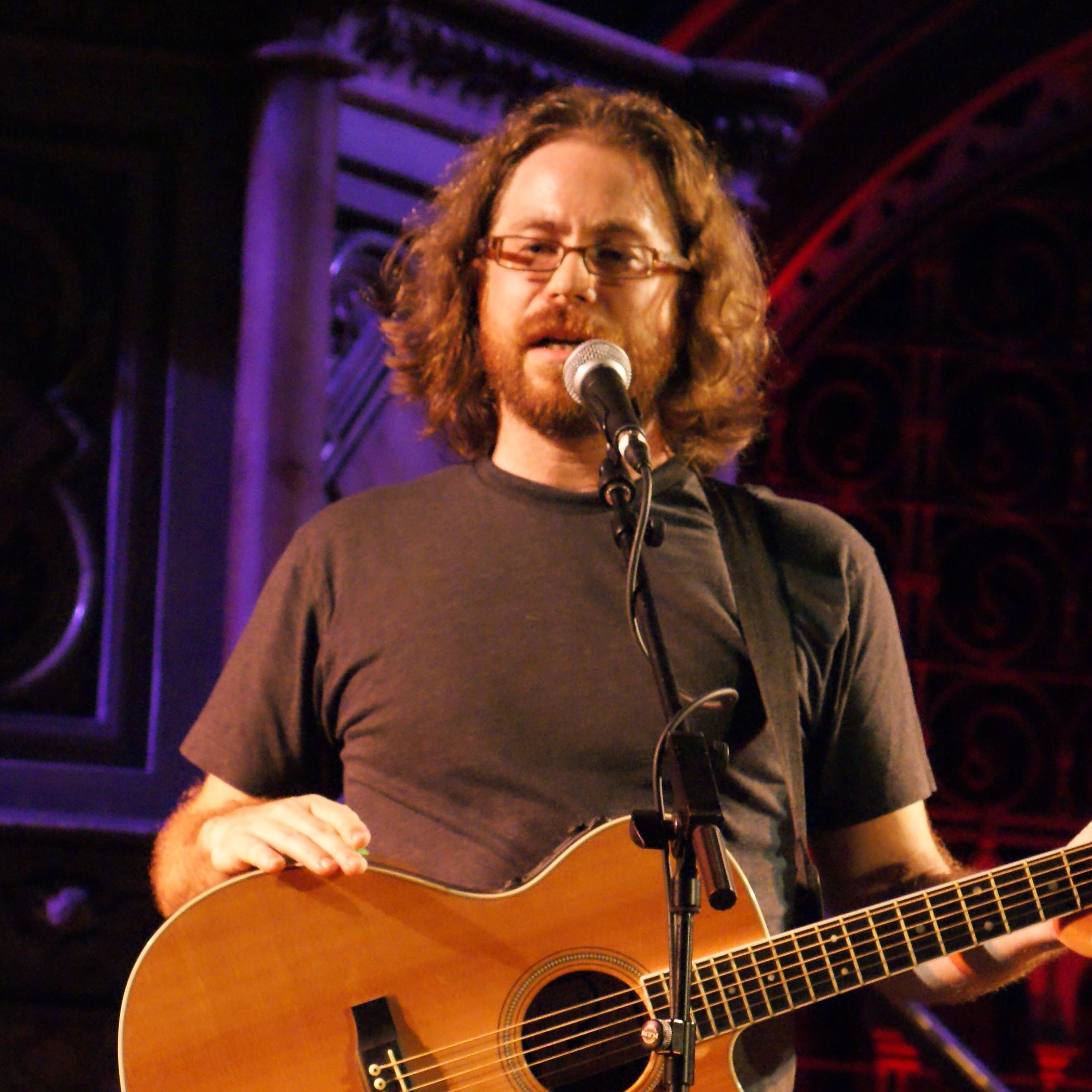
莊拿芬·庫爾頓，歌曲製作人

歌曲在片尾展出製作人員名單時開始播放，同時亦有透過遊戲內的收音機裝置播放森巴純音樂版本，以及在社交系統Steam上伴隨《橘盒原聲音樂系列》發售灌錄版本和莊拿芬·庫爾頓主唱的重混版本。歌詞內容主要是因應遊戲中的敵人——人工智能GLaDOS，被玩家操縱的主角——雪兒成功打敗以後，對方以歌聲配以電腦系統運行的字幕和圖片紀錄，表示自己「仍然活著」，同時不對主角破壞一切感到憤怒，反而覺得他所參與的科學實驗對「仍然活著」的人們有很大幫助，是一場龐大的勝利。儘管曲風相對清新自然，但內裡穿插大量遊戲操作、設定和劇情的回憶，並帶有不少對實驗死者和主角沒有完全勝利的嘲諷，以黑色幽默造成有趣的反差。因著遊戲世界背景和戰慄時空系列有關，所以歌詞亦有加入關於地面已經不安全的暗示，甚至開玩笑地提到該遊戲設定的實驗室「黑色高地」可以幫助進入危險地帶的玩家。另外針對後來推出《傳送門2》，本作歌詞亦不約而同地暗示玩家在《傳送門》的經歷只是為日後鋪墊，亦有對應主角雪兒與GLaDOS關係的部分，令人揣測製作團隊是否早已有續集的完整概念。
歌曲的製作緣於兩位隸屬維爾福的遊戲開發者，在西雅圖欣賞莊拿芬·庫爾頓的音樂會後，誠邀一同合作，而對方亦因為鍾情該公司製作的戰慄時空系列而立即答應。經過進一步討論後，雙方確認會在率先展開有關《傳送門》工作。在附帶遊戲的《橘盒》推出前數個月，角色GLaDOS的故事背景和细節已经基本充實，所以莊拿芬在六星期内便完成了樂曲創作，其後交由愛倫·麥克萊恩按照本身配音的GLaDOS身份去演繹，並於後期為聲音貼近電腦而加以調整。莊拿芬提到創作時聽過GLaDOS的試音，結果被那間接地充滿挑釁的聲線所吸引，在腦中一直揮之不去。他亦提到編寫時考慮過電影和電視作品已經可以融入歌曲成為結局一部分，而遊戲工業在這方面仍處於起步階段的現象。這促成他希望玩家在整個過程理解GLaDOS以後，會覺得歌曲聽上去十分自然的創作理念。遊戲設計者金·斯威夫特進一步補充歌曲是希望玩家可以笑著離開，儘管他沒有提到是因為甚麼而會心微笑。

## 迴響
金·斯威夫特認為莊拿芬·庫爾頓在歌曲中優秀地掌握角色GLaDOS的感情。他後來因著不俗評價而繼續在《傳送門2》合作，促成性質相似的歌曲《想你離開》出現。遊戲評論網站IGN的編輯更將作品譽為史上最佳的遊戲片尾曲。2011年，作為《傳送門2》推出預熱，福布斯的一位編輯曾經重新品評歌曲，形容為「驚喜、滑稽、悅耳易記和難忘」，並將歌詞第一句的「這本來就是一場勝利」（This was a triumph）形容為現代人的示播列。Game Informer旗下的凱爾·希利亞德亦將之定性為充滿驚喜的遊戲歌曲之一，而只有玩完遊戲的人才能真正享受聽到背後啟發的成就感。
2008年，莊拿芬曾與演員兼網絡製作人菲麗西亞·戴在遊戲展覽首次於現場演唱歌曲，在台上形容這是少數可以徹底轟炸別人頭腦的產物，而其本人亦於遊戲公開後名聲大振。2009年，作品成為第一首登陸日本「按下開始 -遊戲交響樂-」音樂會（Press Start -Symphony of Games-）的西方樂曲，同時邀得當地遊戲音樂家野島一成譯製日語版本，並由東京管弦交響樂團演奏。任天堂遊戲製作人櫻井政博更在演出前親自試玩遊戲，讓作品開始在日本網路引起話題。2011年，原唱愛倫·麥克萊恩首次在芝加哥的中西部動漫節，與彈奏結他的丈夫作現場演出。
2008年，歌曲得到遊戲音聲網絡協會（Game Audio Network Guild）頒受當年「最佳流行曲原創人聲」的獎項。

## 其他媒體
本作得到世界各地的聽眾和遊戲玩家翻唱及重混，包括填上其他語言的歌詞，並上載到多個社交網站分享。在YouTube平台，其中一段原曲連片尾製作人員名單的片段達至超過二千萬觀看人次，相關字眼的影片搜尋紀錄達至近二十萬。官方亦有參與重混活動，於仿製遊戲公司網站推出聖誕歌曲版本，更附有遊戲中各個方塊與觀眾慶祝的片段。
歌曲亦有作為其他遊戲的增潤內容。於同公司製作的遊戲《惡靈勢力2》中，本歌曲是在三場戰役裡可以從自動點唱機選擇播放的作品之一。於Xbox Live Arcade旗下的音樂方塊遊戲Chime中，本歌曲為其中一個特設關卡。歌曲亦為《搖滾樂團系列》（Rock Band）經常採用的可下載內容，於旗下三款遊戲中均有亮相，用以答謝Xbox 360、Wii和PlayStation 3玩家支持相關系列。最初得知消息是有人以黑客技術入侵未推出歌曲列表並對外揭露，後來遊戲公司亦特別透過原作者莊拿芬·庫爾頓和其他三名歌手使用遊戲軟件演繹曲目，宣傳歌曲正式推出。在《搖滾樂團 無擴音連接》（Rock Band Unplugged）中，更曾經因為歌曲並非免費而招惹大量玩家投訴，最終獲得開發公司全數退款。

## 外部連結
- （英文） YouTube上的Portal - 'Still Alive'